# Vedlejší živočišný produkt

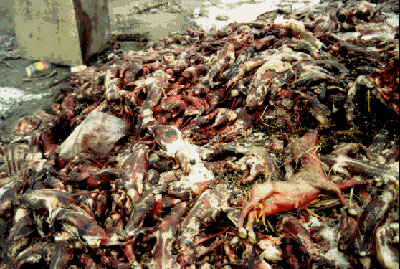

Vedlejší živočišný produkt je termín jímž jsou označována těla zvířat nebo jejich části nebo výrobky živočišného původu, které nejsou určeny k lidské spotřebě, včetně vajíček, embryí a spermatu. Nakládání s vedlejšími živočišnými produkty upravuje zejména nařízení Evropského parlamentu a Rady (ES) č. . Použití živočišných produktů při výrobě bioplynu je upraveno nařízením Evropského parlamentu a Rady (ES) č. 1774/2002. 

## Rozdělení
- 1. kategorie – nejrizikovější materiály, které mohou být pouze spáleny nebo zakopány s označením místa. Výjimky stanoví další předpisy.
- 2. kategorie – hmotu lze po splnění příslušných podmínek využít k výrobě organických hnojiv nebo hmotu k hnojení využít. Materiály lze také použít k silážování nebo přeměně na bioplyn.
- 3. kategorie – hmotu lze po splnění určitých podmínek využít i k výrobě krmiv. Tyto materiály a z nich vyrobené krmiva nesmějí být zkrmovány zvířaty stejného druhu.[3]

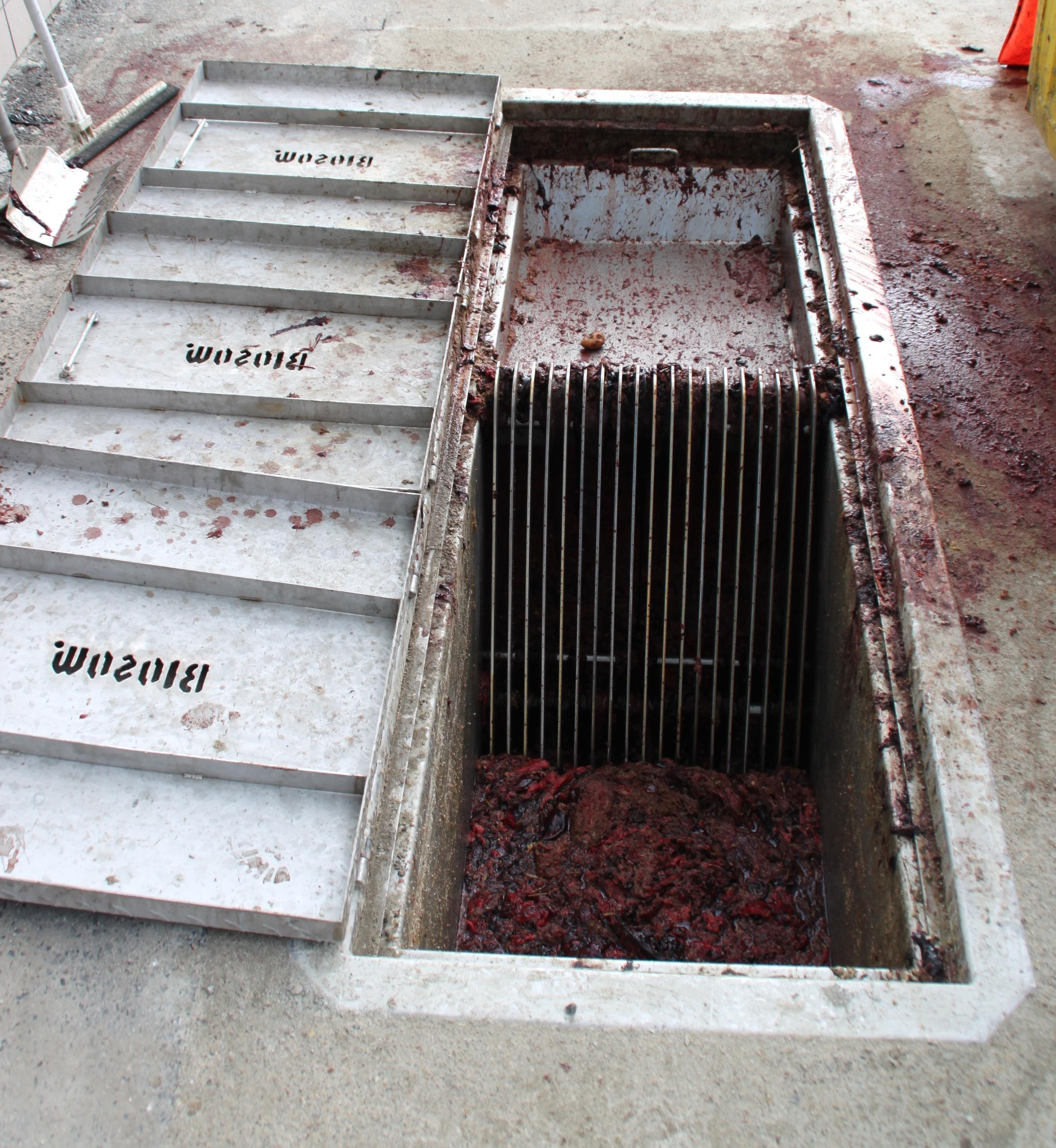

## Zpracování na bioplyn
Na bioplyn jsou zpracovávány nejčastěji materiály 3. kategorie, např.:
- části poražených zvířat, které jsou v souladu s právními předpisy Společenství poživatelné, ale z obchodních důvodů nejsou určeny k lidské spotřebě
- části poražených zvířat, které jsou vyřazeny jako nepoživatelné, které ale nevykazují žádné známky onemocnění přenosných na lidi nebo na zvířata a pocházejí z jatečně upravených těl, která jsou v souladu s právními předpisy Společenství poživatelná
- kůže, kopyta, paznehty, rohy, prasečí štětiny a peří pocházející ze zvířat poražených na jatkách po veterinární prohlídce, na jejímž základě byla v souladu s právními předpisy Společenství posouzena jako vhodná k porážce k lidské spotřebě
- krev získaná z jiných zvířat než z přežvýkavců, která byla poražena na jatkách po veterinární prohlídce, na jejímž základě byla v souladu s právními předpisy Společenství posouzena jako vhodná k porážce k lidské spotřebě
- vedlejší živočišné produkty vznikající při výrobě produktů určených k lidské spotřebě, včetně odtučněných kostí a škvarků
- zmetkové potraviny živočišného původu nebo zmetkové potraviny obsahující produkty živočišného původu s výjimkou kuchyňského odpadu, které z obchodních důvodů, z důvodů závady při výrobě nebo balení nebo jiné závady nepředstavující nebezpečí pro lidi nebo zvířata již nejsou určeny k lidské spotřebě
- čerstvé vedlejší produkty z ryb ze závodů vyrábějících rybí produkty k lidské spotřebě
- skořápky, vedlejší produkty z líhní a vedlejší produkty z porušených vajec zvířat, která nevykazovala klinické příznaky žádných onemocnění přenosných prostřednictvím vajec na lidi nebo na zvířata
- krev, kůže, kopyta, paznehty, peří, vlna, rohy, chlupy a kožešiny pocházející ze zvířat, která nevykazovala klinické příznaky žádných onemocnění přenosných prostřednictvím těchto produktů na lidi nebo na zvířata
- jiný kuchyňský odpad než kuchyňský odpad z dopravních prostředků v mezinárodní přepravě